# Francis Jeremiah Connell
Francis Jeremiah Connell, C.Ss.R. (31 de janeiro de 1888 - 12 de maio de 1967), foi um padre redentorista, professor, autor e notável teólogo católico americano. Ele nasceu em Boston, Massachusetts, e morreu em Washington, D.C.

## Vida anterior
Filho de Timothy e Mary (nascida Sheehan), Francis frequentou o sistema escolar público de Boston de 1893 a 1901. De 1901 a 1905, frequentou a Boston Latin School.
Depois de se formar, Connell ganhou uma bolsa de estudos para o Jesuit Boston College e frequentou por 2 anos. Ele estava pensando no sacerdócio, mas não queria passar o sacerdócio ensinando em sala de aula, como geralmente acontecia com os jesuítas com talento acadêmico. Assim, em 1907 Connell ingressou na Congregação do Santíssimo Redentor, mais conhecida como Redentoristas. :77
Connell passou o ano de noviciado na casa redentorista em Annapolis, Maryland, após o qual foi enviado ao Seminário Mount St. Alphonsus em Esopus, Nova York, para estudar filosofia e teologia em preparação para a ordenação sacerdotal. Em 26 de junho de 1913, foi ordenado no Monte Santo Afonso por Thomas Francis Cusack, bispo auxiliar da Arquidiocese de Nova Iorque. De 14 de agosto de 1913 a 15 de fevereiro de 1914, fez um segundo noviciado em Annapolis e foi designado pároco da igreja Nossa Senhora do Perpétuo Socorro em Brooklyn, NY. Ali permaneceu no ministério pastoral até 15 de setembro de 1915.

## Carreira
Em 1915, os superiores de Connell já planejavam enviá-lo a Roma para obter o doutorado. A Primeira Guerra Mundial tornou isso difícil. Em vez disso, Connell foi designado para ensinar teologia dogmática no Seminário Mount St.
Em 1921, foi enviado ao Pontificium Collegium Internationale Angelicum, futura Universidade Pontifícia de São Tomás de Aquino, Angelicum em Roma. Com sua dissertação De scientia beata Christi obteve o Doutorado em Teologia Sagrada summa cum laude. Ao retornar aos Estados Unidos, foi designado por um breve período para sua paróquia anterior no Brooklyn.
De 1924 a 1940 voltou a ensinar dogma no Seminário Redentorista de Esopus.
Em 1940, o Bispo Joseph Moran Corrigan, Reitor da Universidade Católica da América em Washington, D.C., convidou Connell para ensinar dogma lá e Connell aceitou. Durante o verão de 1940, pe. James W. O'Brien, então professor de teologia moral, foi transferido por seu próprio bispo para se tornar reitor do seminário arquidiocesano em Cincinnati e Connell foi convidado a ocupar o cargo de professor de O'Brien, o que ele fez do outono de 1940 até sua aposentadoria em 1958. :75
De 1945 a 1950, também atuou como reitor do Holy Redeemer College, em Washington, D.C. Durante a década de 1940, foi membro fundador e primeiro presidente da Catholic Theological Society of America.
Em 1949, Connell foi promovido a Reitor da Escola de Teologia Sagrada da Universidade Católica e permaneceu até 1957.

### Última década, 1958-67
Depois de se aposentar do seminário arquidiocesano de Cincinnati, ainda permaneceu como Decano de Comunidades Religiosas na Universidade Católica de 1958 a 1967, e de 1958 a 1962 foi também professor de Ciências Sagradas na St. John's University em Nova York.
Connell foi nomeado perito do Concílio Vaticano II . Ele fez parte do Painel de Imprensa dos Bispos Americanos, que informou aos repórteres de língua inglesa sobre os procedimentos conciliares.

### Influência
Connell foi procurado para aconselhamento por bispos, padres, religiosos e leigos. Durante seu tempo em Washington, ele costumava enviar entre duas e três mil respostas por correio todos os anos. Connell afirmou que através de seus ensinamentos, cartas, retiros e conferências, ele entrou em contato com um quarto dos padres nos Estados Unidos. :76
A influência de Connell também se espalhou pela mídia. Ele apareceu frequentemente no rádio e na televisão, como no nacional "Catholic Hour", "Church of the Air" e "Washington Catholic Hour". Ele escreveu vários artigos para as revistas Angelicum, American Ecclesiastical Review regularmente de 1943 a 1967, Clergy Review, Thought, Homiletic and Pastoral Review e Atlantic Monthly, bem como vários livros. Ele estava preparando um texto de dois volumes sobre teologia moral quando morreu.

## Vida pessoal
Ex-alunos lembram que ele quase sempre sorria. Ele era generoso com seu tempo e, a pedido dos alunos, realizava sessões de revisão de estudos à noite, antes do exame.
Connell passava regularmente os verões na casa de retiro redentorista San Alfonso em Long Branch, Nova Jersey. Ele gostava de ir para o oceano diariamente.

## Publicações

### Obras dogmáticas
- "Again the Doctrine of Hell," Homiletic and Pastoral Review 35 (1935): 368–383.
- "Is the Fire of Hell Eternal and Real," Homiletic and Pastoral Review 34 (1934): 1250–1260.
- The New Confraternity Edition Revised Baltimore Catechism and Mass, No. 3, (NY: Benziger, 1952).
- The Seven Sacraments, (Glen Rock, NJ: Paulist Press, 1939).

### Obras morais
- "Birth Control: The Case for the Catholic," The Atlantic (October 1939)
- "The Catholic Doctrine on the Ends of Marriage," Catholic Theological Society of America Proceedings 1 (1946):34-45.
- "The Mixed-Marriage Promises," In Background to Morality ed. John P. Lerhinam, C.SS.R (New York: Desclee Co., 1964), 187-216
- "Moral Theology in the AER, 1889-1963," American Ecclesiastical Review 150 (1964): 44–53.
- "Recent Moral Theology," American Ecclesiastical Review 111 (1944): 104–113.
- Morals in Politics and Professions: A Guide for Catholics in Public Life (Westminster, MD: Newman Bookshop, 1946)
- Outlines of Moral Theology, (Milwaukee: Bruce, 1953).
- "The Relationship Between Church and State," The Jurist 13.4 (Oct. 1953).
- "Answers to Questions," (monthly) in American ecclesiastical Review v. 110 (Jan 1944) to v. 156 (June 1967)'
- "The Question Box" in Catholic Nurse v. 1 (March 1954) to v. 15 (March 1957).
- "Problems of Professional People" in Liguorian v. 42 (1954) to v. 55 (1967).

### Outros trabalhos
- "Going, Therefore Teach," In Why I Became a Priest, edited by G.L. Kane (Westminster, Maryland: Newman Books, 1952), 57–64.
- "The Theological School in America," In Essays on Catholic Education in the United States, Roy J. Deferrari, ed. (Washington, DC: CUA, 1942):219-233.
- Sermon Outlines Based on Catholic Faith in Action for the Sundays of the Ecclesiastical Year 1953, (Washington, DC, 1952).
- Spiritual and Pastoral Conferences for Priests
- Sunday Sermon Outlines, (NY: Frederick Putset, 1955).